# Оватоскутум
Оватоскутум (лат. Ovatoscutum, от scutum ovatum «яйцевидный щит») — род животных, представитель эдиакарской биоты. По форме напоминают округлый щит с концентрическими бороздами, сходящимися к треугольной задней линии тела. Борозды становятся шире при приближении к краям.
Наиболее многочисленные окаменелости обнаружены в районе хребта Флиндерс (Австралия) и на побережье Белого моря (Россия, Архангельская область). Все находки относятся к одному виду Ovatoscutum concentricum.
Первые находки оватоскутума сделаны в 1966 году Мартином Глесснером и Мэри Уэйд и с некоторой долей неопределённости интерпретированы как наполненные воздухом свободноплавающие хондрофоры (одно из семейств гидроидных). Аргументом в пользу этой интерпретации служило подобие отпечатков оватоскутума девонскому плектодиску (лат. Plectodiscus) и современным плавающим хондрофорам Velella. Глесснер и Уэйд отметили, однако, что у оватоскутума не наблюдается никаких признаков «паруса», характерного для этих организмов. В дальнейшем появилось предположение, что оватоскутум являлся пелагиальным хондрофором, хотя никаких существенных подтверждений этой интерпретации не было найдено.
Окаменелости оватоскутума представляют собой негативные отпечатки на подошве песчаника и сопутствуют текстурам типа «слоновья кожа» и клубеньковым структурам, характерным для цианобактериальных матов. В аналогичном окружении обнаруживаются окаменелости других бентосных эдиакарских ископаемых: ёргии, андивы, дикинсонии, трибрахидия, кимбереллы, парванкорины и других. Как и у прочих бентосных животных, окаменелости оватоскутума часто несут следы погребения in situ. Это противоречит интерпретации оватоскутума как пелагиального или плавающего на поверхности организма.
М. Федонкин отнёс оватоскутума к вымершему билатеральному типу Proarticulata.